# Myrmeleon uniformis
Myrmeleon uniformis là một loài côn trùng trong họ Myrmeleontidae thuộc bộ Neuroptera. Loài này được Navás miêu tả năm 1936.